# Damon brachialis
Espèce
Damon brachialis est une espèce d'amblypyges de la famille des Phrynichidae.

## Distribution
Cette espèce se rencontre au Mozambique, au Malawi, en Zambie et au Zimbabwe.

## Publication originale
- Weygoldt, 1999 : Revision of the genus Damon C.L. Koch, 1850 (Chelicerata: Amblypygi: Phrynichidae). Zoologica, Stuttgart, vol. 150, p. 1–45.